# لزوجة

السائل البنفسجي أكثر لزوجة من السائل الأبيض.

اللزوجة هي مقاومة مائع ما للجريان، ومقدار مقاومته لضغط يجبره على التحرك والسيلان. كلما زادت لزوجة مائع ما، قلّت قابليته للجريان. وبالنسبة للسوائل، فإن اللزوجة تكافئ المصطلح الدارج بـ«الثخانة». فالعسل ثخن عال اللزوجة، والماء سلس متدني اللزوجة.
تكون جزئيات سائل عالي اللزوجة مرتبطة ببعضها بشكل قوي، وبذلك تكون أقل قدرة على التحرك. ويكبر احتكاكها بالجسم الصلب الملامس لها، ويمكن وصف اللزوجة بأنها احتكاك داخلي  بين جزيئات السائل.
نلمس اللزوجة في حياتنا اليومية مثل سقوط ملعقة في عسل النحل أو سقوط قطعة حديد في قطران، وكذلك جريان الماء داخل أنابيب المياه، ما يحدث أثناء ذلك من مقاومة للحركة متعلق بلزوجة السائل.
و هي خاصية مهمه من خصائص الموائع وبها يقاوم المائع التغير في الشكل الناتج من تأثير قوى القص المؤثره عليه.
فإذا افترضنا وجود طبقة من المائع بين لوحين مستويين متوازيين كما بالشكل بحيث يثبت اللوح السفلى ويتحرك العلوى بسرعه تحت تأثير القوة
نفرق عمليا بين اللزوجة الدينامية (اللزوجة الحركية) للمائع واللزوجة الكينماتية:

## اللزوجة الحركية للسائل

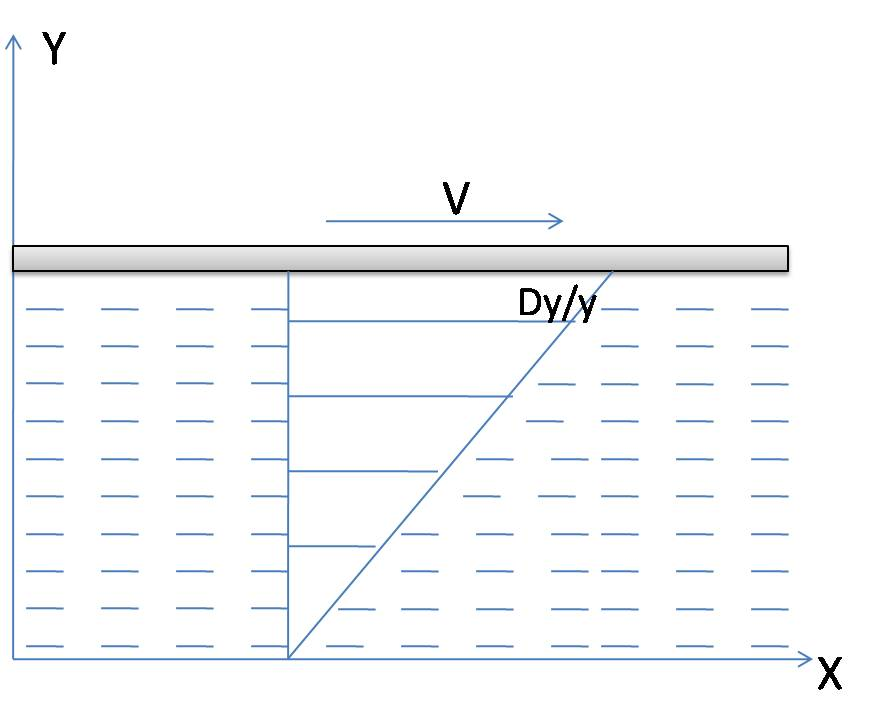
رسم توضيحي لسريان سائل وعلاقته باللزوجة.

تبين اللزوجة الحركية (اللزوجة الدينامية) لسائل ما مقدار مقاومة السائل للجريان (السيلان) عند حركتة وعلاقة هذه المقاومة بدرجة حرارة السائل. فكلما زادت الحرارة، تقل اللزوجة الحركية ويصبح السائل أكثر ميوعة. يعود السبب في ذلك إلى قوى التماسك بين الجزيئات والتي تطغى على انتقال العزم الجزيئي بين هذه الجزيئات، وهذا أيضاً بسبب تقارب الجزيئات بشكل كبير (هذا يفسر سبب صغر حجم السوائل مقارنة بالغازات). عند تسخين السائل، فإن قوى التماسك بين الجزيئات تقل وبالتالي تقل قوى التجاذب بينها، مؤدية بالنهاية إلى تقليل لزوجة السائل.
من جهة أخرى، كلما زادت سرعة التدفق ارتفعت اللزوجة، أي أن مقاومة السائل للسير بالحركة تزداد مع ازدياد الضغط.
نفترض وجود لوحين متوازيين بينهما مسافة x ومساحة كل منهما A، ونقترض وجود سائل يملأ المكان بين اللوحين. فإذا بدأنا تحريك اللوح 2 يسرعة ثابتة v فتتحرك طبقة السائل الملاصقة للوح 2 أيضا بالسرعة v. وبما أن اللوح 1 ثابت لا يتحرك فإن طبقة السائل الملاصقة له تبقى لا تتحرك. أي أن طبقات السائل بين اللوحين ستتحرك بسرعات متناسبة طرديا مع المسافة بين اللوحين (انظر الشكل، حيث يتناسب كل سهم مع سرعته).
ويمكن أن تبين التجربة أن القوة F التي تحرك اللوح 2 تتناسب تناسبا طرديا مع مساحة اللوح A، كما تتناسب تناسبا طرديا مع سرعة اللوح v، وتتناسب تناسبا عكسيا مع المسافة x بين اللوحين، أي أن:
{\displaystyle F\sim {\frac {Av}{x}}}
ويمكن تحويل العلاقة إلى معادلة بوساطة ثابت التناسب {\displaystyle \eta }:
{\displaystyle F=\eta {\frac {Av}{x}}.}
ويسمى ثابت التناسب {\displaystyle \eta } اللزوجة الحركية وأحيانا يقال لها اللزوجة.
وحدة اللزوجة الحركية (الدينامية) هي: كيلوجرام·متر−1·ثانية−1
أو نيوتن. ثانية /متر²
حيث:{\displaystyle {\rm {1~N=1~{\frac {kg\cdot m}{s^{2}}}}}}.....(*)
ويقال أن مادة معينة يكون لها اللزوجة 1N.s/m² عندما تكون مساحة اللوحين 1 متر 2 , وأن نكون المسافة بينهما 1 متر، فتكون القوة المطلوبة 1 نيوتن (1N) لكي نحرك اللوح بالنسبة للأخر بسرعة 1 متر في الثانية.
وبالنسبة إلى الوحدة نجد أن:
{\displaystyle 1{\rm {N}}=\eta \cdot \left({\frac {{\rm {m}}^{2}\,{\rm {m}}}{{\rm {m}}\,{\rm {s}}}}\right)\Rightarrow \eta ={\frac {{\rm {N}}\,{\rm {s}}}{{\rm {m}}^{2}}}.}
وعندما تكون {\displaystyle \eta } لا تعتمد على السرعة v يسمى السائل سائل نيوتوني  إشارة إلى نيوتن. وبالنسبة لهذا السائل تتناسب سرعة كل طبقة سائل بين اللوحين تناسبا طرديا. أما إذا كانت {\displaystyle \eta } تتغير بتغير السرعة v (دالة للسرعة) فيسمى السائل سائل لا نيوتوني .

## اللزوجة الكينماتيكية
نحسب اللزوجة الكينماتيكية، ويرمز لها بالرمز «نيو» {\displaystyle \nu } بقسمة اللزوجة الحركية على كثافة {\displaystyle \rho } السائل:
{\displaystyle {\nu }={\frac {\mu }{\rho }}}
وبذلك تحتسب اللزوجة الكينماتية  بوحدة أخرى وهي: متر2 /ثانية.
كما تستخدم أحيانا للزوجة الكينماتية وحدة اسمها ستوكس، حيث: 1 ستوكس = 1 سنتيمتر2 /ثانية
بالإنجليزية:St = 1 cm2/s

## القياس
قياس اللزوجة إذن يتم عبر القيام بتجربة يتم فيها ضغط سائل معين تحت تأثير قوة خارجية عبر أنبوب ذو قطر محدد، ويقاس عندها كمية السائل الذي يخرج في وقت معين. لتكون وحدة قياس اللزوجة بال النيوتن.ثانية /متر مربع. أو بالباسكال. ثانية (Pa s)، حيث النيوتن/متر مربع يساوي 1 باسكال.
قيم اللزوجة لبعض السوائل (بالمللي باسكال. ثانية):
| مادة السائل | اللزوجة [ mPa s ] |
| ----------- | ----------------- |
| ماء         | 1                 |
| ماء (25°)   | 0.891             |
| زيت احتراق  | 0.65              |
| إسفلت       | 105               |
| دم (37°)    | 4 حتى 25          |
| زيت زيتون   | 102               |
| عسل         | 104               |
| زجاج        | 102 حتى 104       |

هذه القيم تقريبية وقد عينت عند درجة حرارة 20°.
- الميللي باسكال = 0.001 باسكال.

## لزوجة الغازات
للغازات أيضاً لزوجة يمكن مراقبة نبض جريانها تحت المجهر. حيث أن لزوجة الغازات لا تتعلق بالضغط بل بمعدل الطول البعدي لجزيئات الغاز. لكن في الغاز تحدث الظاهرة بشكل معاكس عند دراسة تأثيرات درجة الحرارة. تزداد لزوجة الغازات بزيادة درجة حرارتها. السبب في ذلك يتعلق أيضاً بحركة الجزيئات والقوى بينها. في الغازات تكون قوى التماسك بين الغازات أقل، بينما انتقال العزم الجزيئي أعلى. عند زيادة درجة الحرارة يزداد انتقال العزم الجزيئي أكثر وهذا يؤدي إلى زيادة لزوجة الغاز.
الجدول التالي يعطي لزوجة بعض الغازات:
بالنسبة إلى ثابت سترلاند C  انظر أسفله.
| الغاز              | {\displaystyle C} [K] | {\displaystyle T_{0}} [K] | {\displaystyle {\mu }_{0}} [10−6 Pa s] |
| ------------------ | --------------------- | ------------------------- | -------------------------------------- |
| هواء               | 120                   | 291.15                    | 18.27                                  |
| نيتروجين           | 111                   | 300.55                    | 17.81                                  |
| أكسجين             | 127                   | 292.25                    | 20.18                                  |
| ثاني أكسيد الكربون | 240                   | 293.15                    | 14.8                                   |
| أول أكسيد الكربون  | 118                   | 288.15                    | 17.2                                   |
| هيدروجين           | 72                    | 293.85                    | 8.76                                   |
| أمونيا             | 370                   | 293.15                    | 9.82                                   |
| ثاني أكسيد الكبريت | 416                   | 293.65                    | 12.54                                  |
| هيليوم             | 79.4                  | 273                       | 19                                     |

- اعتماد لزوجة الغازات على درجة الحرارة

صاغ سترلاند علاقة يمكن بواسطتها حساب لزوجة الغاز عند درجات الحرارة المختلفة (باعتبار أن الغاز غازا مثالياً، والعلاقة هي حيث C  ثابت سترلاند :
{\displaystyle {\mu }={\mu }_{0}{\frac {T_{0}+C}{T+C}}\left({\frac {T}{T_{0}}}\right)^{3/2}}
حيث:
- {\displaystyle {\mu }} الزوجة الحركية بوحدة باسكال. ثانية عند درجة الحرارة المطلوبة T،

- {\displaystyle {\mu }_{0}} = reference viscosity in (Pa·s) اللزوجة المرجعية باسكال. ثانية عند درجة الحرارة المرجعية {\displaystyle T_{0}}،
- {\displaystyle T} درجة الحرارة المطلوبة كلفن،
- {\displaystyle T_{0}} درجة الحرارة المرجعية كلفن،
- {\displaystyle C} ثابت سترلاند للغاز المراد حساب لزوجته.

وتنطبق تلك المعادلة على الغازات عند درجة حرارة T بين 0 كلفن و 555 كلفن عند ضغط أقل من 3.45 ميجا باسكال (مليون باسكال)، ويبلغ الخطأ الناشئ عن التقريب 10%.

## معامل اللزوجة
هو القوة لكل وحدة مساحة المطلوبة للحفاظ على وجود اختلاف في سرعة وحدة مسافة واحدة لكل وحدة زمنية بين مستويين متوازيان في السائل يقعان في اتجاه التدفق وبينهما وحدة مسافة واحدة.